# Aegosoma giganteum
Aegosoma giganteum är en skalbaggsart som beskrevs av Johan Wilhelm van Lansberge 1884. Aegosoma giganteum ingår i släktet Aegosoma och familjen långhorningar. Inga underarter finns listade i Catalogue of Life.